# Francisco Elson
Francisco Marinho Robby Elson , né le 28 février 1976 à Rotterdam aux Pays-Bas, est un joueur néerlandais d'origine surinamaise de basket-ball évoluant au poste de pivot.

## Biographie

### Ses débuts
Francisco Elson commence le basket à Rotterdam et y joue de 12 à 15 ans avant de s’arrêter une année. Par la suite, il reprendra et ira aux États-Unis jouer deux saisons au Collège Junior Kilgore au Texas. Ces années-là, il jouera pour la sélection néerlandaise des moins de 20 ans avant de finir ses études à l’université de Californie. À la fin de son cursus universitaire, il est drafté par Denver en 41e position. Il rejoindra la franchise NBA après quatre ans en Europe, et plus particulièrement en Espagne (liga ACB) où peu à peu il s’imposera comme l’un des meilleurs éléments tour à tour de Barcelone, de Valence et de Séville.

### Sa carrière NBA
Durant l'été 2003, il rejoint les Nuggets, qui ont sélectionné Carmelo Anthony à la dernière draft. Au cours des deux premières saisons, Jeff Bzdelik, puis Michael Cooper ne lui donneront pas beaucoup de temps de jeu (14 minutes en moyenne) et il ne s'affichera qu'à 3,5 pts et 3,7 pts. Pourtant Elson fait forte impression face à Kevin Garnett lors de la campagne de playoffs 2004 les opposant aux Timberwolves et ira même jusqu'à défier le joueur dans les médias en déclarant qu'il est homosexuel, même s'il s'excusera de ses commentaires un peu plus tard. Pour sa troisième saison en NBA, il a la confiance du nouvel entraîneur, George Karl, qui augmente considérablement son temps de jeu et il s'affiche à 4,9 points et 4,7 rebonds.
L'été suivant, il s'engage pour 6 millions de $ sur deux ans avec les Spurs. Il s'impose très vite dans le roster de l'équipe où il affiche ses meilleures statistiques en carrière. Francisco Elson obtiendrait même une consécration collective avec le titre NBA à la clé d'une très belle saison 2006-2007. Mais l'année suivante, il n'est plus dans les plans de jeu de la franchise et voit son temps de jeu réduire considérablement avant d'être échangé avec Brent Barry contre Kurt Thomas à Seattle et ne participe pas pour la première fois aux playoffs.
En fin de contrat, il devient free agent, signe aux Bucks pour un contrat de trois millions de $ sur deux ans et devient le principal remplaçant d'Andrew Bogut. Du côté de Milwaukee, il voit une nouvelle fois son temps de jeu baisser (cette année il ne jouait plus que 5 min) avant d'être échangé et jouer un match pour Philadelphie.
Le 14 septembre 2010, il signe avec le Jazz pour combler le poste 5 délaissé de Mehmet Okur, blessé jusqu'au mois de janvier.
Le 27 février 2011, il signe avec les Sixers de Philadelphie pour ce qui sera sa dernière saison en NBA, il part jouer en Iran durant une saison et annonce sa retraite le 20 juin 2013.

## Palmarès
- Champion NBA avec les Spurs de San Antonio en 2007.
- Champion de la Conférence Ouest avec les Spurs de San Antonio en 2007.

## Particularités
- Francisco Elson est le septième joueur néerlandais en NBA.